# رون وايت (ممثل)
رون وايت هو ممثل كندي، ولد في 1953 في كندا، وتوفي في 4 أبريل 2018.

## أعمال

### أفلام
- (1992) غير مغفور[3][4]
- (2015) الحياة

## وصلات خارجية
- رون وايت على موقع IMDb (الإنجليزية)
- رون وايت على موقع قاعدة بيانات الفيلم (الإنجليزية)